# 逃走車
『逃走車』（とうそうしゃ、原題：Vehicle 19）は、ムクンダ・マイケル・デュウィルが監督し、ポール・ウォーカーが主演した2013年のアメリカ合衆国のアクション映画。

## あらすじ
仮釈放中のアメリカ人のマイケルは国外移動、別れた妻アンジーとよりを戻したいため、南アフリカ共和国のヨハネスブルグまで逢いに来る（作中、仮釈放中の国外渡航は規律違反であると指摘されている）。空港で予約と違う車が手配されていたが、取り替えに時間がかかると思い先を急ぐ事にした。
途中マイケルは、車内のダッシュボードに見知らぬ携帯電話と拳銃を発見する。その携帯に、突然刑事を名乗る男から電話があり、手違いで車が入れ替わったので、すぐに交換してほしいと言われ、半信半疑ながらマイケルは指定された場所に向かう。約束の場所へ車を走らせている途中、後部座席の奥に縛られ気を失っている女性を発見する。
彼女はレイチェル検事と言い、組織的な人身売買の犯罪を警察署長のベンローズがやっている証拠をつかんだと言う。犯罪は警察上層部にも及び、警察から命を狙われているので、力を貸して欲しいとマイケルに助けを乞う。しかし、別れた妻との電話で愛想を尽かされた発言と復縁に焦り、面倒なことに関わりたくなく、また、そんな時間はないとばかりに無視して指定された場所に向かう。
しかし、指定された場所に行くと何者かにいきなり発砲され、謎の車に追いかけられ殺されそうになる。なんとか逃れたものの、レイチェルの話が事実であり、その事件に巻き込まれたことに気づいたマイケルは、妻のアンジーに危害が及ぶ事を心配し、レイチェルの警告を無視してアンジーの待つアメリカ大使館へ向かうが、汚職警官がすでに先回りしており、車ごと銃撃される。
マイケルは大使館通過時に車から大声で大使館に戻るように叫び、アンジーは大使館の中に逃げ込み助かるが、レイチェルは撃たれて瀕死の重傷を負う。死を覚悟したレイチェルは、携帯電話に犯罪の証拠となる証言を吹き込み、息を引き取る。翌朝、電話でマイケルの素性が明るみとなったこと、アンジーが大使館から出たら逮捕すると脅迫されたことに加え、レイチェルの死に怒り、ラジオでレイチェル殺しの犯人として指名手配されている事を知ったマイケルは、信用できると聞いていたムズカ判事に連絡を取り、証拠の音声データを渡したいと告げる。だが、裁判所は既に警察に方位されており、来れば射殺されるだけなので、ムズカ判事は安全な場所を伝えようとした矢先、携帯電話の充電が切れ不通となる。
裁判所の手前まできたマイケルはマスコミが大勢いることを確認した上でバリケードを強行突破し、警察に包囲されるも隙をついて突入し、テレビ中継中のアナウンサーを人質に取り、ムズカ判事を呼ぶように叫ぶ。汚職されていない若い警察官はマイケルの様子に何かを察知し、冷静に話を聞こうとするが、そこに犯人の一味であるスミス刑事が現れて要求をつっぱる。若い警官が話を聞こうとしている中、マイケルは人質のテレビ中継用のマイクを使って証言を再生しようとしたためマイケルに向かって発砲する。だが、弾は急所を外れ、若い警官がスミス刑事を制して自らが盾になっている間、中継用マイクからレイチェルの証言が流れていきすべての事件が明るみに出た。
後の報道でマイケルの怪我は命に別状がないこと、南アフリカ中からマイケルの行動が称賛されていること、そのマイケルを誇りに思うというアンジーの発言、汚職警官が一掃されたことが報道される。
同じ頃、マイケルが乗っていた車は傷んだ部分が修理され、空港でレンタカーの担当者がいつものようにお客様向けの駐車をするのだった。

## キャスト
※括弧内は日本語吹替
- マイケル・ウッズ - ポール・ウォーカー（高橋広樹）
- レイチェル・シャバング - ナイマ・マクリーン（根本圭子）
- スミス刑事 - ジス・ドゥ・ヴィリエ（廣田行生）
- アンジェリカ・ムーア - レイラ・エイドリアン（久嶋志帆）
- 警察官 - ツェポ・マセコ（大黒和広）

## 制作
撮影は、全編がポール・ウォーカーが乗り込む車内搭載カメラで撮影されている。したがって車の中から見たアングルでストーリーが続き、場面もほとんどは車の中である。
なお、この映画で初めてプロデューサーを務めた主演のポール・ウォーカーは、作品が公開された2013年に交通事故で死亡している。公式に制作に関わった映画はこの作品だけとなる。